# De Bonvoisin
De Bonvoisin (ook: De Bonvoisin d'Erp) is een geslacht waarvan leden sinds 1957 tot de Belgische adel behoren.

## Geschiedenis
De stamreeks gaat terug tot Michel (de) Bonvoisin die in 1620 voor het eerst wordt vermeld in verband met zijn toen gesloten huwelijk. Op 25 juli 1957 werd dr. Pierre de Bonvoisin (1925-2013), buitengewoon hoogleraar van de Katholieke Universiteit Leuven, voorzitter van de Bank van de Generale Maatschappij van België, opgenomen in de erfelijke Belgische adel met de titel van baron overgaande bij eerstgeboorte; in 1967 verkreeg hij uitbreiding van de titel van baron op al zijn mannelijke afstammelingen. Zijn zoon Pierre-Alexandre de Bonvoisin (1936) trouwde in 1967 met Michèle burggravin de Jonghe d'Ardoye d'Erp (1941) en hun kinderen kregen bij Koninklijk Besluit in 1995 naamswijziging tot De Bonvoisin d'Erp; de toevoeging is ontleend aan het geslacht Van Erp dat in 1992 uitstierf met haar moeder Donatienne barones d'Erp de Holt et Baerlo (1915-1992). Anno 2018 waren er nog zes mannelijke telgen in leven, de laatste geboren in 2012.

### Wapenbeschrijvingen
- 1957: Doorsneden van goud en van azuur, met een leeuw met drakenstaart van het ene in het andere. Het schild overtopt met een helm van zilver, gekroond, getralied, gehalsband en omboord van goud, gevoerd en gehecht van keel, met dekkleden van goud en van azuur. Helmteken: de uitkomende leeuw met drakenstaart van het schild. Wapenspreuk: 'Benevole et fortiter' van goud, op een losse band van azuur. Bovendien, voor [de titularis] het schild getopt met een baronnenkroon, en gehouden, rechts door een roodhuid in natuurlijke kleur, omgord van azuur, met een haartooi van pluimen, beurtelings van azuur en van goud, houdend een lans van dezelfde kleur, links, door een neger in natuurlijke kleur, omgord en omwonden van azuur, houdende een gouden lans.
- 1967: Doorsneden van goud en van azuur, met een leeuw met drakenstaart van het ene in het andere. Het schild getopt met een baronnenkroon, overtopt met een helm van zilver, gekroond, getralied, gehalsband en omboord van goud, gevoerd en gehecht van keel, met dekkleden van goud en van azuur en gehouden door twee ridders van zilver, in wapenrusting, het vizier opgeheven, het gelaat van vleeskleur, de helm overtopt met een vederbos met drie struisveren van zilver, van keel en van zilver, een wapenrok met korte mouwen dragend, omboord van hermelijn, voor die van rechts van zilver, met een schildje van sinopel, beladen met een mereltje van het veld, en vergezeld van drie koeken van keel, wat de Ricken is, voor die van links, doorsneden, één van keel, met vier vissen van zilver, twee paalswijs, die van links omgekeerd, samengevlochten met de twee anderen faas[ge]wijs de ene op de andere, die van onder naar [de] linkerzijnde gekeerd, van zilver, met een anker van sabel, de ankerstok van keel, wat Gapolin is, houdend elk een lans met de stok en met het ijzer van zilver, met een wimpel in drieën gedeeld van sabel, van goud en van keel. Helmteken: de leeuw met drakenstaart van het schild uitkomend. Wapenspreuk: 'Benevole et fortiter' van goud, op een lossen band van azuur.

## Enkele telgen
Dr. Pierre baron de Bonvoisin, (1925-2013), buitengewoon hoogleraar van de Katholieke Universiteit Leuven, voorzitter van de Bank van de Generale Maatschappij van België
- Pierre-Alexandre baron de Bonvoisin (1936), chef de famille
  - Alexandre baron de Bonvoisin d'Erp MBA (1969), vermoedelijke opvolger als chef de famille
- Benoît baron de Bonvoisin (1939), voormalig zakenman en politicus

### Adellijke allianties
- D'Ursel (1959), De Jonghe d'Ardoye d'Erp (1967), De Merode (1974), De Broqueville (2003)